# Mikuláš Schneider-Trnavský
Mikuláš Schneider-Trnavský (24. května 1881, Trnava – 28. května 1958, Bratislava) byl slovenský hudební skladatel, dirigent a hudební pedagog. Byl to významný autor tzv. "umělé slovenské písně", mnohé z jeho písní během let zlidověly.
V roce 1937 sestavil Jednotný katolický zpěvník, který neměl ve své době a dodnes nemá ve střední Evropě obdoby. Je považován za představitele starší školy slovenských skladatelů (jako např.: Ján Levoslav Bella, Viliam Figuš-Bystrý, Alexander Moyzes). Zasloužil se o založení Hudební a dramatické akademie v Bratislavě.Byl spolužákem významného skladatele Zoltána Kodálye, se kterým se setkal již na arcibiskupském gymnáziu v Trnavě a poté na studiích v Budapešti. V roce 1908 doprovázel českého zpěváka Božu Umirova na jeho turné po Evropě (Berlín, Paříž), kde také uvedl své slovenské písně, které měly velký úspěch. Měl velký smysl pro humor, přispíval také do humoristického časopisu Kocúr. Napsal vzpomínkovou knihu-autobiografii Úsmevy a slzy (spomienky trnavského skladateľa). Přízviskem "Trnavský" ho "pokřtil" slovenský básník Svetozár Hurban-Vajanský, který v srpnu 1904 na martinských slavnostech přistoupil ke Schneiderovi s pohárem vína a se slovy, že ten, kdo dal jeho slovům takový pěkný výraz v hudbě, ať nechodí po světě s "holým" německým jménem, že si dovolí být jeho druhým kmotrem a dává mu jméno "Trnavský". Pak vzal ono víno, pronesl: "Ego te baptiso et fiat nomen tuum Trnavský", polil mu něžně hlavu a znovu ho políbil. Od té doby používal obě dvě jména: Schneider-Trnavský.

## Stručný životopis
- 1900 maturita na arcibiskupské gymnáziu v Trnavě,
- 1900–1901 studium na konzervatoři v Budapešti (skladbu u Hanse Koesslera),
- 1901–1903 konzervatoř ve Vídni (skladbu u Hermanna Graedenera),
- 1903–1905 v Praze (varhany u Josefa Kličky, skladbu u Karla Steckera),
- od roku 1909 do smrti působil jako regenschori v Dómu sv. Mikuláše v Trnavě,
- roku 1918 se také věnoval koncertní a osvětové činnosti a byl inspektorem hudebních škol.

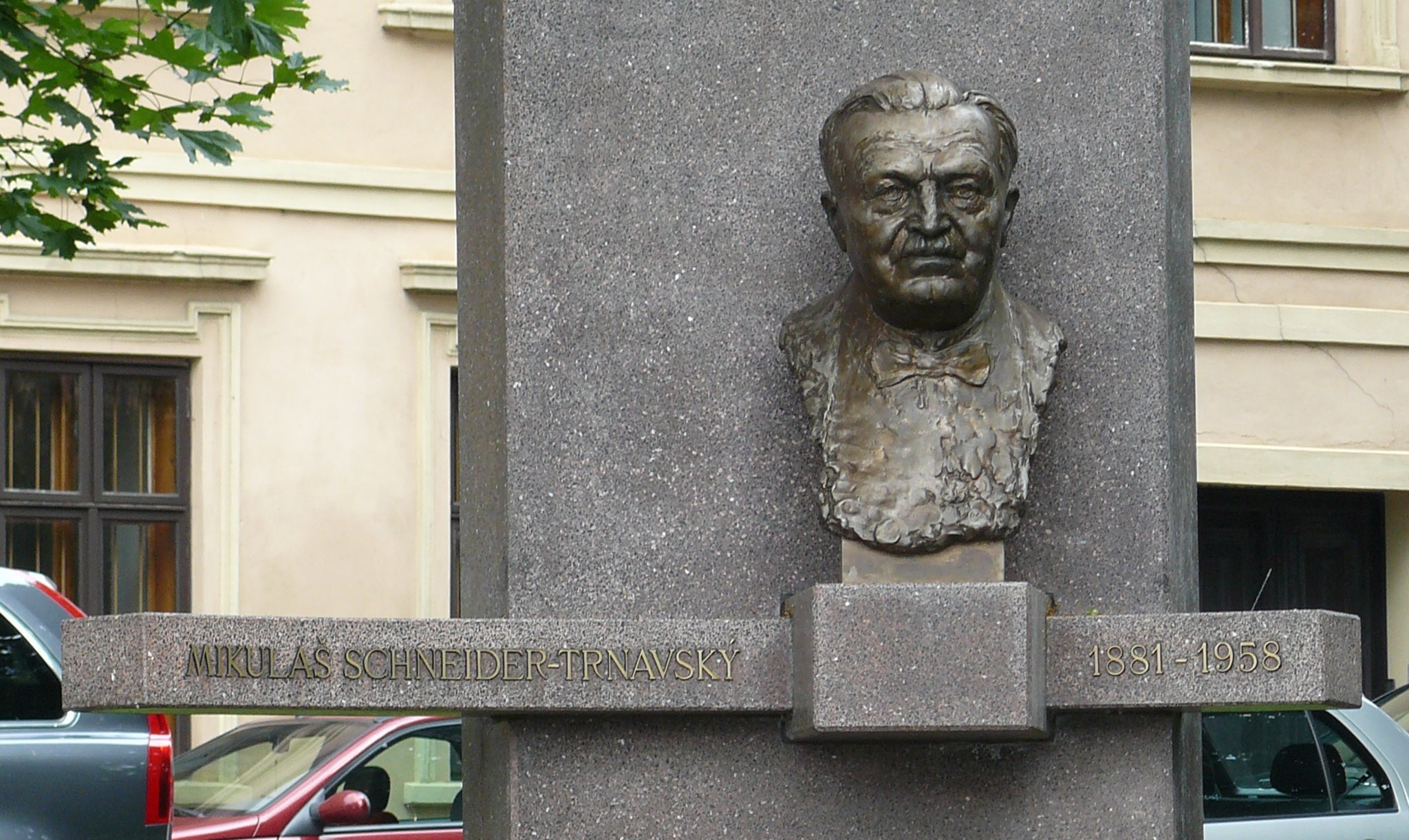
Pomník s bustou Trnavského v Trnavě

## Ocenění
- 1933 – rytíř Řádu sv. Řehoře Velikého - za zásluhy o rozvoj církevní hudby, toto ocenění mu udělil papež Pius X.,
- 1938 – Štefánikova krajinská cena,
- 1940 – Štátna cena za umenie,
- 1948 – Štátna cena za umenie,
- 24. srpna 1956 mu byl za celoživotní dílo udělen titul národní umělec.

## Díla
- Egy gondolat (1899), text A. Petőfi
- V zajatí piadimužíkov op. 46 (1922), text F. Floss
- Varinka op. 69 (1933), text I. Grebáč-Orlov
- Bellarosa (1941)
- Deák induló (1898–1899)
- Virágszírmok (1898–1899)
- Nefelejcs keringő (1899–1900)
- Veseloherná ouvertúra op. 10 (součást operety Bellarosa) (1905)
- Bože, čos’ ráčil slovenskému ľudu (1919)
- Dumka a tanec (úprava původní verze pro klavírní kvinteto z roku 1920) (1921)
- Pribinov sľub (1933)
- Zmes tanečných ľudových piesní op. 89 (1947)
- Rezko vpred (1953)
- Valašská (1956)
- Symfónia e mol „Spomienková“ (1956)
- Slovenská suita („Keď sa pieseň rozozvučí“) (1957)
- Jubilárny pochod
- Čardáš budzogáň
- Pochod katolíckych Sokolov v Amerike (1927, rev. 1935)
- Pútnické spevy (1928)
- Ave Maria in Es (1898)
- Duhopol. Fantásia pre husle a orchester (klavír) (1954)
- Trio k Pochodu Orlov
- Pestrý rad skladieb op. 85
- Jánošík
- Tri malé valčíky
- Valčík pre klavír
- Za horami
- Okolo mlyna
- Čelom vpred
- Rušaj junač
- A pásztor ábrándja. Dal szöveg nélkül (1897)
- Régi jó idők (1913)
- Slovenská sonatína op. 75 (1938)
- Pestrý rad skladieb (1943)
- Ó Don Bosco (1945), text M. Kysela
- Lístok do pamätníka (1957)
- Praeludiumok és fugák pre organ (harmónium) (1900)
- Előjáték „Ó fényességes szép hajnal“ az chorálhoz (1900)
- Vierstimmige Fuge (1903)
- Prelúdiá (1920)
- Kytica prelúdií (1930)
- Malé interlúdiá (1947)
- Ku sv. Ignácovi (1954)
- Dobrú noc
- Scherzando
- Esti ima op. 2 (1900)
- Albumblatt op. 4c (1900)
- Variationen über ein Thema von Paganini (Thema con variazzioni) (1901)
- Sonáta g mol op. 12 (1904)
- Sonatína (1950)
- Duhopol (1953-1954)
- Večerná modlitba
- Fanfáry malé in C (1938)
- Trebárs som ja valach len
- Humoreska (Sedí mucha na stene) (1918)
- Čie sú to ovečky (1950)
- Dumka a tanec (1920,1921)
- Intráda pre kostol (1938)
- Ave Maria (1896)
- Halva fekszik (1897), text J. Školuda
- Terzett Ave Maria (1901)
- Ave Maria (1910)
- A Szüzanyánk (1911), text G. Veselý
- Sacris solemniis op. 23 (1914)
- Benedicta cuius viscera op. 22 (1916)
- Benedicta cuius viscera (1916)
- Constitues eos principes ad coronationem S. M. Caroli IV. op. 24 (1916)
- Alma Redemptoris seu Ave maris stella op. 42 (1919)
- Jesu dulcis memoria op. 63 (1930)
- Pieseň k sv. Uršule (1931), text J. Pőstényi
- Benedictus es Dominus (1942)
- Perfice gressus in G (1942)
- Si ambulavero (1943)
- Precatus est Moyses (1943)
- Sicut in holocausta in G (1950)
- Oravit Deum (1952)
- Sacerdotes Domini (1952)
- Mešní píseň k Nejsvětější Svátosti (1952), text F. Střížovský
- Mešní píseň ku Svatému Josefu (1952), text F. Střížovský
- Nanebevzatá (1952)
- Requiem ad unam vocem I.–II. (1954)
- Omšová pieseň ku cti cv. Svorada a Benedikta (1954), text V. Hromník
- Der Einsiedler op. 4a (1902), text J. Eichendorf
- Die gebeugte Rose op. 4b (1902), text F. Zusner
- Tie bojazlivé tvoje oči (1902)
- Esketnek egy kis lyányt (1904), text H. Matzner
- Sbierka slovenských národných piesní pre stredný hlas so sprievodom klavíra op. 7
- Pôvodné slovenské piesne (1905-1907, rev. 1941, 1943), text S. H. Vajanský, J. Jesenský, P. O. Hviezdoslav, Ľ. Podjavorinská
- Slovenské písně (1908)
- Sbierka slovenských ľudových piesní II. sv. (1909)
- Slzy a úsmevy (1909), text J. Jesenský, I. Krasko, S. Hurban Vajanský, V. Roy
- Zo srdca (1920 rev. 1954, 1955), text F. Urbánek
- Za Hviezdoslavom (1921), text F. Urbánek
- 25 slovenských ľudových piesní (1922)
- Nad kolískou (1922), text M. Rázus
- Sbierka slovenských národných piesní ,(1922)
- Sbierka slovenských národných piesní II. sešit op. 28 (1922)
- Sbierka slovenských národných piesní III. sešit op. 29 (1922)
- Sbierka slovenských národných piesní IV. sešit op. 30 (1922)
- Sbierka slovenských národných piesní V. sešit op. 31 (1922)
- Tatranské zvuky op. 38 I. zošit (1926) , text J. Matuška, J. K. Tyl, F. Škroup, S. Tomášik, K. Kuzmány, M. Laciak, J. Botto, F. Sasinek, V. Paulíny-Tóth, R. Chotek, J. Pőstényi, M. Rázus, M. Sládkovič, A. H. Krčméry, F. Urbánek
- Manasses (1928), text J. Endreffy, A. Janovíček
- Neobzeraj sa (1933), text A. Žarnov
- Apatikárska (1934)
- Zaleť sokol; Keby som bol vtáčkom; Sobotienka ide op. 73 (1937)
- Čože tak žalostne; V našom malom potôčku; Nalej, nalej šenkárika op. 74 (1937)
- Nechodievaj popred nás (1937)
- Ore Janík, ore (1937)
- Neďaleko od Ďanovej; V hornom konci svieťa op. 75 (1938)
- Ej, točí sa mi, točí; Ej, zalužické poľo (1938)
- Nepi koňu; Moje piesne (1938)
- Prešporská kasárna (1938)
- Piesne o matke (1939,1940), text J. Dafčík, L. Hohoš, Ľ. Podjavorinská, F. Ruppeldt, I. Grebáč Orlov, D. Štubňa-Zámostský, J. Jesenský, R. Dilong, J. Kovalik-Ústiansky
- Mám ja milučkého (1939)
- Keď sa vrátim (1955)
- Snehuliak (1956)
- Quartetto dramatico (1905)
- Nedeľné besiedky zv. I. (1927)
- Prijmi matka; Som drobný; Matička; Na Deň Matiek (1939)
- Tri detské piesne (1957)
- Dedo Mráz (1957), text E. Čepčeková
- V pionierskom dome (1957), text J. Andel
- sicílsky nápev: Ó, ty radostný (1926), text J. Gašparík
- J. Valašťan-Dolinský, J. Geryk: Spievajže si, spievaj (1939–1940)
- Smútočný zbor; Pozdrav
- Do boja (1938)
- Neplač milá, nenariekaj
- Turbae ad Passionem sec. Joannem
- Lamentácie Proroka Jeremiáša; Lamentatio III; Veni sanctae Spiritus; Vidi aquam; 109. žalm; Vešpery Preblahosl. P. Márie
- Cantica ad Sacratissimum
- Gyászkar (1899), text Fluodorovits
- I. Venec slovenských národných piesní (1908)
- Isten haza (1910), text J. Školuda
- Stojí Slovák (1911)
- Ecce quomodo moritur (1911)
- Kyrie. Missa in G. Solemnis (1911)
- Quare obdormis in a (1920)
- Responsoria ad missam (1920)
- Occurunt in F. Ingrediente in G (1921)
- Modlitby a piesne (1922)
- Duae antiphone. Unguentum in D. Firmetur in B (1925)
- Quare obdormis Domine (1925)
- Vzdych veľkopiatočný (1926), text M. Braxatoris-Sládkovičov
- Slávnostný chorál k V. noci (1926), text M. Braxatoris-Sládkovičov
- Na vystúpenie Pána (1926), text M. Braxatoris-Sládkovičov
- Ó jak krásne sú (1926), text J. Gašparík
- Teba, Boha chválime (1926)
- Otče náš op. 59 (1927)
- Odprosenie B. Srdca za spoločenské hriechy. Modlitba sv. Augustína v prenasledovaní sv. Cirkvi alebo vo všeobecnej biede (1928)
- Spevácke heslá (1928), text M. Rázus, Š. Krčméry
- Nebudem, nebudem v tej Bystrici bývať (1928)
- Na Bradle zádumčivom op. 53 (1929), text M. Sládkovič
- Věruju v jedinago Boga (1929)
- Missa solemnis (1930)
- Meditabor (1930)
- Dextera Domini (1931)
- Sinokvety (1931)
- Anča čierna (1931)
- Suscepimus Deus in F (1932)
- Exsurge Domine. Antiphona in A (1932)
- Pochod Plamenistov (1936), text K. Weigl
- Ó, môj Bože láskavý (1936), text D. Poľský
- Slovenské doliny (1938)
- Dextera Domini in F (1938)
- Vexilla regis in C (1939)
- In Monte Oliveti in H (1939)
- Turbae ad passionem sec. Matheum (1940)
- Dextera Domini in D (1942)
- Ave Maria (1943)
- Asperges me (1943)
- O Iesu clementissime in A (1943)
- Misijná hymna (1943), text G. P. Hlbina
- Iustitiae Domini (1944–1951)
- Tribulationes cordis in H (1945)
- Meditabor in A (1945)
- Benedicat Domine terram in B (1946)
- O quam amabilis (1947)
- In Monte Oliveti in H (1947)
- Responsoria. Ku Asperges me a Vidi aquam (1947)
- Laetatus sum in B (1947)
- Matka naša premilá (1947), text S. Bystrík
- Ex Sion (1948)
- Popule meus in Es (1948)
- Beata es in F – Diffusa es in A (1949)
- Domine non sum dignus (1950)
- Credo Te Deum confitemur (1950)
- Kyrie. Missa in honorem Scti Josephi. Missa brevis in C (1950)
- Angelis suis in G (1950)
- Vládca sveta (1950)
- Popule meus (1951)
- Iustitiae Domini (1951)
- Anička, Anička; Ej, mal som dve frajerky (1951)
- Išiel Macek; Mládencom vínečko; A ty dievča; Štidiri, štidiri; Ten vaďovský kostelíček; Ej, pred hostincom; V zelenom háji (1951)
- Kyrie. Gloria. Missa (brevis et facilis) in C (1952)
- Obrad vzkriesenia (1952)
- Cantica Sacra (1952)
- Dextera Domini in f (1954)
- Pri potoku sedela (1955)
- Na rozlúčku (1956) , text J. Lenko
- Sláva Vám Slováci
- Scapulis suis in d
- Pohrebný obrad
- Budiž pozdravená Hostia; Hospodine Bože svátosti; Misijná hymna; Kyrie Hospodine; Pane milý prežáduci; Ó láska, nádej spása
- Illumina oculos (1919)
- Modlitby a piesne (1922)
- Ó, najsvätejší náš Pane op. 44 (1923), text J. Hollý
- Hľa zlietol orol (1924), text V. Wagner
- Padol kameň (1924), text J. Jesenský
- Pápežská hymna I. (1925 rev. 1926)
- Hymna amerického Slováka – emigranta (1926), text I. Grebáč Orlov
- Confiteor tibi (1926)
- Slávnostný zbor. Prebratí z vekových tiem op. 49 (1927), text Š. Krčméry
- Hasičská hymna (1927)
- Parafráza na pieseň Ej uchnem op. 50 (1928)
- Štefánik. Mali sme my sokola op. 51 (1928), text Š. Krčméry
- Spevácke heslá (1928), text M. Rázus, Š. Krčméry
- Na Bradle zádumčivom (1929), text M. Sládkovič
- Missa facilis ad quatuor voces virorum op. 54 (1929)
- Petite et accipietis in F (1929)
- Adoro te (1930)
- Tri mužské zbory (1930), text Three Male Choruses
- Missa in e mol (1930)
- Sláva rodu slovenskému (1931), text J. Pőstényi
- Graduale für den III., IV., V., VI. Sonntag nach der Timebunt gentes Epiphanie (1933)
- Keď slnko veľké zájde (1936), text F. Ruppeldt
- O bone Jesu (1937)
- Ecce sacerdos in C (1937)
- Vexilla regis in C (1939)
- Popule meus in Es (1939)
- Popule meus in A (1939)
- Quare obdormis Domine (1939)
- Stabat mater (1939)
- Passio Domini nos Iesu Christi secundum Matheum Turba populi ad voces viriles (1939)
- Missa in honorem Sanctissimi Cordis Iesu in Es (1939)
- Zabili Janíčka op. 81 (1940)
- Zišli sme sa (1940)
- Za horami, za dolami (1941)
- Svieť mesiačku; Sobotienka ide; Šej-haj; Keď som išiel v Orechovom (1941)
- Našim letcom (1941)
- Prameň, prameň (1941)
- Dextera Domini in D (1942)
- Kyrie (Missa in honorem Sanctae Crucis) (1942)
- Perfice gressus pro quatro voces viriles cornitante organo in stylo facili pro usu proprio (1942)
- Salve Regina in G (1942)
- Kyrie (Missa in necessitate in G) (1942)
- Benedictus pastoralis zur Weihnachtsmesse in G von Carl Kempter (1942)
- Inveni David (1942)
- Vir erat in terra (1942)
- Domine Dominus (1942)
- Offertorium in Dominica VII. post Pentecosten (1942)
- Iesu dulcis memoria (1943)
- Asperges me (1943)
- Iustitiae Domini (1944–1951)
- Hurá! Práci česť! op. 87 (1945)
- Povstaň Slovač (1946)
- Asperges me (1946)
- Tantum ergo in C (1946)
- Aurora coelum purpurat (1947)
- Dextera Domini in B (1947)
- Missa brevis et levis D-moll (1952)
- Štyri mužské zbory na Veľký piatok – Mužské zbory k pašiám podľa Jána („v ľahúčkom slohu") (1953)
- Uvítacia veselo-smutná…Mikulášska pieseň
- In memoriam gratae matris Felicitas
- Slovenských dietok nekonečný rad (1925), text J. Smrek
- Matka. Sú slnká čo nám svietia (1944), text J. Horský-Weber
- Novoročná
- Te Mater
- Populum humilem
- Misijná hymna Svätý Bože in F
- Missa in A
- Naša babička tančí
- Ja som šuhaj od Trenčína
- Osztrák-magyar zagyvalék (1905)
- Slovenský bunt (1907), text V. Šrobár
- Nagymamácska tánczol (1910)
- Petite et accipietis (1911)
- Perfice gressus op. 21 (1913)
- Munkás-hymnusz op. 18 (1913, rev. po 1950 jako Leť pie), text M. Pogány
- Weihnachtsoffertorium in G. Laetentur coeli (1922)
- Pochod Orlov (1922), text D. Poľský
- Vianočná (1926), text R. Uram
- Príď duchu svätý (1926), text M. Braxatoris-Sládkovičov
- Otče náš, nebeský (1926)
- U telefónu op. 52 (1929)
- De profundis (1930)
- Sviatok republiky. 28. október (1930), text J. J. Cekl
- Nezoufej stádečko malé (1930)
- Terra tremuit (1932)
- Na rozlúčku (1933)
- Slovenská omša Hospodine vyslyš nás in G (1934)
- Slobody deň (1934)
- Missa pastoralis Alma nox (1934, rev. 1951)
- Odchádzate (1935)
- Vítame Vás hostia vzácni (1935)
- Jednotný katolický zpěvník (1937)
- Bernolákovi. Ty veľký synu (1937, rev. 1943), text J. Legény
- Raz, dva, tri op. 70 (1940)
- Dirigatur oratio mea (1943)
- Exaltabo te Domine (1943)
- Sicut in holocausta (1944)
- Timebunt gentes (1944)
- Tantum ergo in D (1944)
- Expectans expectavi (1944)
- Iubilate Deo in D (1944)
- Alleluja, Dextera Domini in F (1944)
- Angelis suis in G (1944)
- Tribulationes cordis mei in A (1944)
- Missa de passione Domini (1945)
- Missa Rosa mystica (1945)
- Matka Božia Trnavská (1945), text J. Strečanský
- Respice Domine (1945)
- Už vyšlo slnko (1945)
- Iubilate Deo in C (1946)
- Iesu dulcis memoria (1946)
- Presväté znamení in D (1947)
- O quam amabilis Es (1947)
- Ad te levavi animam meam (1947)
- Eripe me Domine in C (1947)
- Exurge me Domine (1947)
- Convertere Domine (1948)
- Adjustor in opportunitatibus in F (1948)
- Omnes de Saba venient (1948)
- Missa in honorem Sancti Nicolai (1948)
- Missa Trencin-Teplicensis (1948)
- Missa brevis in G (1949)
- Ave verum (1949)
- Laudate Dominum in Es (1949)
- Missa in honorem Sancti Aloisii – Missa brevis in G (1949)
- Missa ad coenam Domini (1949)
- Ave Maris Stella in As (Ave Maris Stella in B) (1949)
- Omni die in Es (1949)
- Missa in honorem Sanstissimi Angelorum custodum (1949)
- Missa dominicalis in C Pro nobis peccatoribus (1950)
- Benedicam Dominum (1950)
- Ecce sacerdos (1950)
- Adoro te (1950)
- Laudate Dominum in D (1950)
- Tribulationes cordis in D (1950)
- Anjelským pozdravením (1950)
- Sciant gentes in H (1951)
- Ecce quam bonum (1951)
- Dextera Domini (1951)
- Beata gens (1951)
- Sub tuum praesidium in D (1952)
- Iesu dulcis memoria in C (1952)
- Missa modesta (1953)
- Iacte cogitatum tuum in Domino (1953)
- Missa Consolatrix affictorum (1953)
- Missa simplex (1953)
- Omni die in D (1954)
- V našom malom potôčku op. 77 (1955)
- Dve piesne v ľudovom tóne (1955)